# Porothamnium undulatifolium
Porothamnium undulatifolium là một loài rêu trong họ Neckeraceae. Loài này được Tixier mô tả khoa học đầu tiên năm 1966.